# Friedrich Daniel Erhard

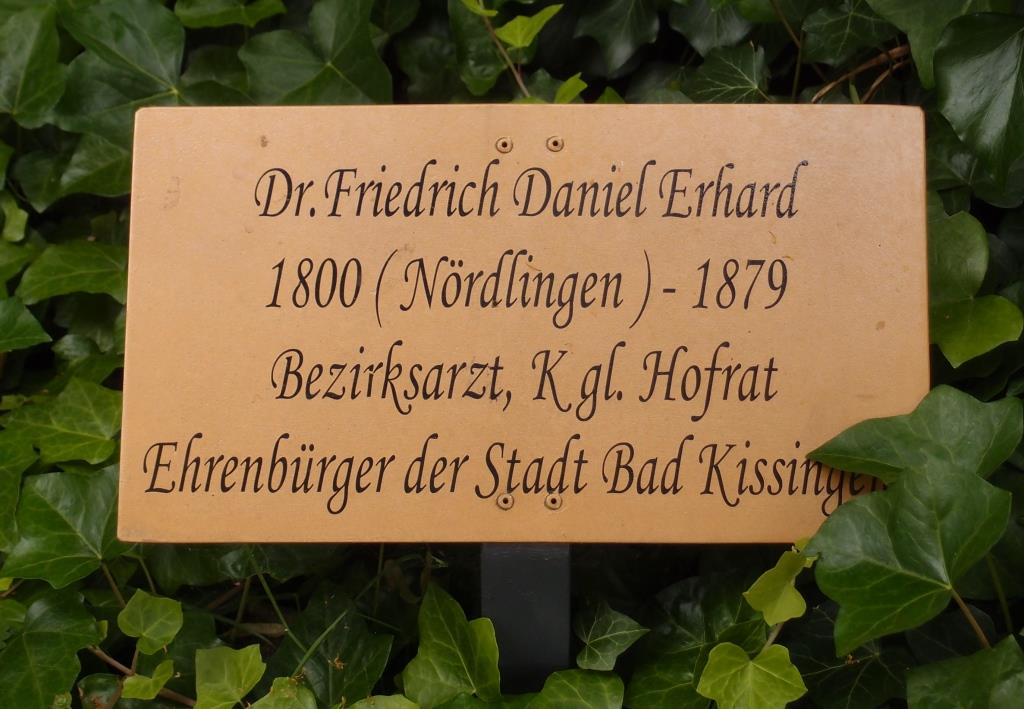
Hinweis am Grab des Mediziners Friedrich Daniel Erhard (1800–1879) auf dem Kapellenfriedhof in Bad Kissingen

Friedrich Daniel Erhard (* 11. September 1800 in Nördlingen; † 15. Oktober 1879 in Bad Kissingen) war ein deutscher Gerichtsmediziner, Bezirks- und Badearzt.

## Leben
Er entstammte einer ursprünglich in Regensburg ansässigen Bierbrauerfamilie und wuchs in Nördlingen als Sohn des Zahlmeisters und Steuerverwalters Johann Adam Erhard und der Maria Catharina Stang auf, die noch im Kindbett gestorben war. So wurde er mit acht Geschwistern von seiner Stiefmutter erzogen. In Nördlingen besuchte er die Lateinschule, beschloss 1818 Arzt zu werden – wohl angeregt durch seinen Onkel und Taufpaten, den Stadtphysicus Dr. med. Friedrich Daniel Stang – und studierte Medizin an den Universitäten Würzburg und München. Im Jahr 1822 schloss er das Studium mit seiner Promotion und 1826 mit der großen Staatsprüfung ab.
Im Jahr 1827 war er Gerichts- und Leibarzt in Amorbach am Hof des 3. Fürsten zu Leiningen. 1851 war er Honorarprofessor für Arzneimittelkunde an der Universität Würzburg.
Ab 1853 war er Gerichtsarzt in Kissingen mit einem Jahresgehalt von 600 Gulden und wurde 1862, als nach der Trennung von Justiz und Verwaltung die Bezirksämter eingeführt wurden, Bezirksarzt 1. Klasse. Nebenbei arbeitete er im Kurort auch als königlich bayerischer Brunnenarzt (Badearzt). 1857 erhielt er den Titel eines Königlichen Hofrats.
Der liberal eingestellte König Maximilian II. von Bayern wollte genaue Angaben über die Lebensverhältnisse, Beschwerden und Wünsche seiner Bevölkerung haben, um entsprechend reagieren zu können. So entstand Anweisung an die Bezirksärzte, sogenannte Physikatsberichte (Physikat = Gesundheitsamt) zu erstellen. Erhard gab 1861 seinen Bericht ab. Besonders lagen ihm dabei die hygienischen Verhältnisse am Herzen und so schrieb er (Auszug):
„Eine Folge der großen Armuth .... ist, daß sich .... die Dorfbewohner oft bis aufs äußerste vernachlässigen. .... Unreinliche grobe Leibwäsche, Jacken aus schmutzigem Beidergemeng (Stoffe aus Wolle mit Leinen) oder wollene, von Alter und Schmutz geschwärzte Strümpfe, das Ganze durchdrungen von Stall- und Mistjauchenatmosphäre. .... In besseren Ortschaften herrscht mehr Reinlichkeit vor, aber der Sinn dafür ist überhaupt in der hiesigen Bevölkerung nicht sehr entwickelt. Neigung zum Baden fehlt im Bezirke gänzlich. .... Die Stubenböden .... öfters nicht einmal mit Brettern, sondern nur mit Lehm bedeckt, die Stuben finster, angeraucht, dumpf, feucht, so daß sich Betten, Kleider und Wäsche bei feuchter, kalter Witterung mit Schimmel beschlagen .... Der oft nothwendige Aufenthalt von jungem Feder- und anderem Vieh, junge Hühner, Gänse, ja selbst Schweine in den Zimmern, wodurch oft neben Unflath und Nässe der widerlichste Geruch in einem solchen Zimmer sich bildet.“
Im Deutschen Krieg von 1866 versorgte er nach der Schlacht bei Kissingen (10. Juli 1866) als ziviler Sanitätsarzt, als Bezirksarzt allerdings zwangsverpflichtet, an der Seite des bekannten Münchener Mediziners Prof. Dr. Johann Nepomuk von Nußbaum bayerische ebenso wie preußische Verwundete. Für seine Verdienste erhielt Erhard 1867 den preußischen Kronenorden III. Klasse. Das vom bayerischen König verliehene „Erinnerungszeichen für verdienstvolle Leistung im Kriegsjahre 1866“ bekam er trotz oft wochenlanger zusätzlicher zeitlicher und finanzieller Belastung deshalb nicht, da er als Bezirksarzt vom Staat bezahlt und seine Hilfe erwartet und vorausgesetzt wurde.
Als Erhard im Jahr 1870 in den Ruhestand ging, war er mit dem Ritterkreuz I. Klasse des Verdienstordens vom Heiligen Michael und einem Ehrendoktordiplom des Senats der Würzburger Universität ausgezeichnet worden.
Erhard war mit einer Tochter des Würzburger Universitätsprofessors Ruland verheiratet, doch die Ehe blieb kinderlos. Sein Vermögen vermachte er der Stadt in Stiftungen für Schule, Studierende und andere wohltätige Anlässe, worauf hin ihm die Stadt Kissingen 1878 die Ehrenbürgerwürde verlieh und 1890 die Erhardstraße nach ihm benannte. Das Stiftungsvermögen ging durch die Deutsche Inflation 1914 bis 1923 verloren und besteht heute nur noch nominal als Teil der „Vereinigten Stipendiumsstiftung“.

## Werke
- Kissingen in therapeutischen Beziehungen mit besonderer Rücksicht auf die Kurverhältnisse während der Saison 1859. 1860.
- Physikatsbericht für den Landgerichtsbezirk Kissingen. 1861 (Digitalisat).
- Kurze ärztliche Notizen über Kissingen & seine Heilquellen, über Bestandtheile, Wirkung und Gebrauch derselben, über das Kissinger Bitterwasser und die Mineralquellen zu Boklet und Brückenau. 1862 (Digitalisat).